# Bordes-Uchentein
Bordes-Uchentein ist eine Gemeinde in den französischen Pyrenäen. Sie gehört zur Region Okzitanien, zum Département Ariège, zum Arrondissement Saint-Girons und zum Kanton Couserans Ouest. Sie entstand als Commune nouvelle durch die Zusammenlegung der bisherigen Gemeinden Les Bordes-sur-Lez und Uchentein per Dekret vom 4. August 2016 mit Wirkung vom 1. Januar 2017. Die beiden Pyrenäendörfer sind seither Communes déléguées; Les Bordes-sur-Lez ist der Hauptort (Chef-lieu). Bordes-Uchentein grenzt im Süden an Spanien. Nachbargemeinden in Frankreich sind Salsein, Castillon-en-Couserans, Arrien-en-Bethmale, Bethmale, Seix, Bonac-Irazein und Balacet.

## Gemeindegliederung
| Ortsteil                               | ehemaliger INSEE-Code | Fläche (km²) | Einwohnerzahl (2016) |
| -------------------------------------- | --------------------- | ------------ | -------------------- |
| Les Bordes-sur-Lez (Verwaltungssitz)00 | 09062                 | 50,46        | 159                  |
| Uchentein                              | 09317                 | 04,02        | 018                  |

## Sehenswürdigkeiten
Der Dolmen d’Ayer liegt auf einem Plateau, über dem Zusammenfluss von Ribérot und Le Lez, im Vallée du Ribérot (Tal) in Bordes-Uchentein.

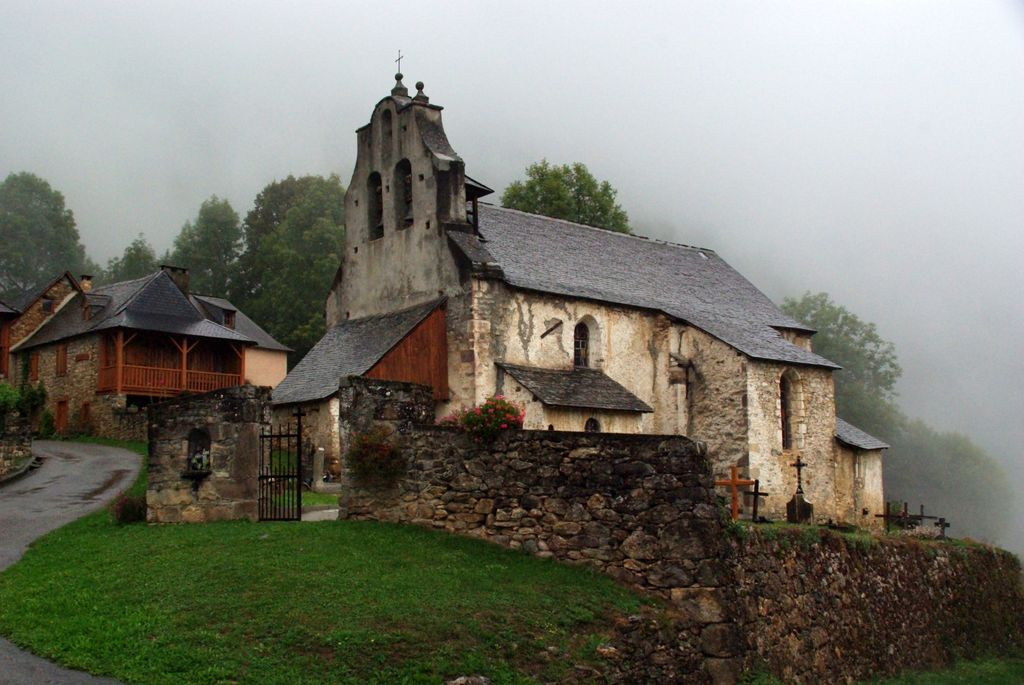
Kirche Saint-Étienne im Ortsteil Uchentein